# کلیسای پمزاشن
کلیسای پمزاشن (ارمنی: Պեմզաշեն Եկեղեցի; انگلیسی: Pemzashen Church) یک کلیسا حواری ارمنی واقع در روستای پمزاشن، در استان شیراک، ارمنستان می‌باشد. ساخت و ساز این ساختمان سده ۷ام میلادی؛ به پایان رسید. این بنا به سبک معماری ارمنی طراحی شده‌است.

## نگارخانه

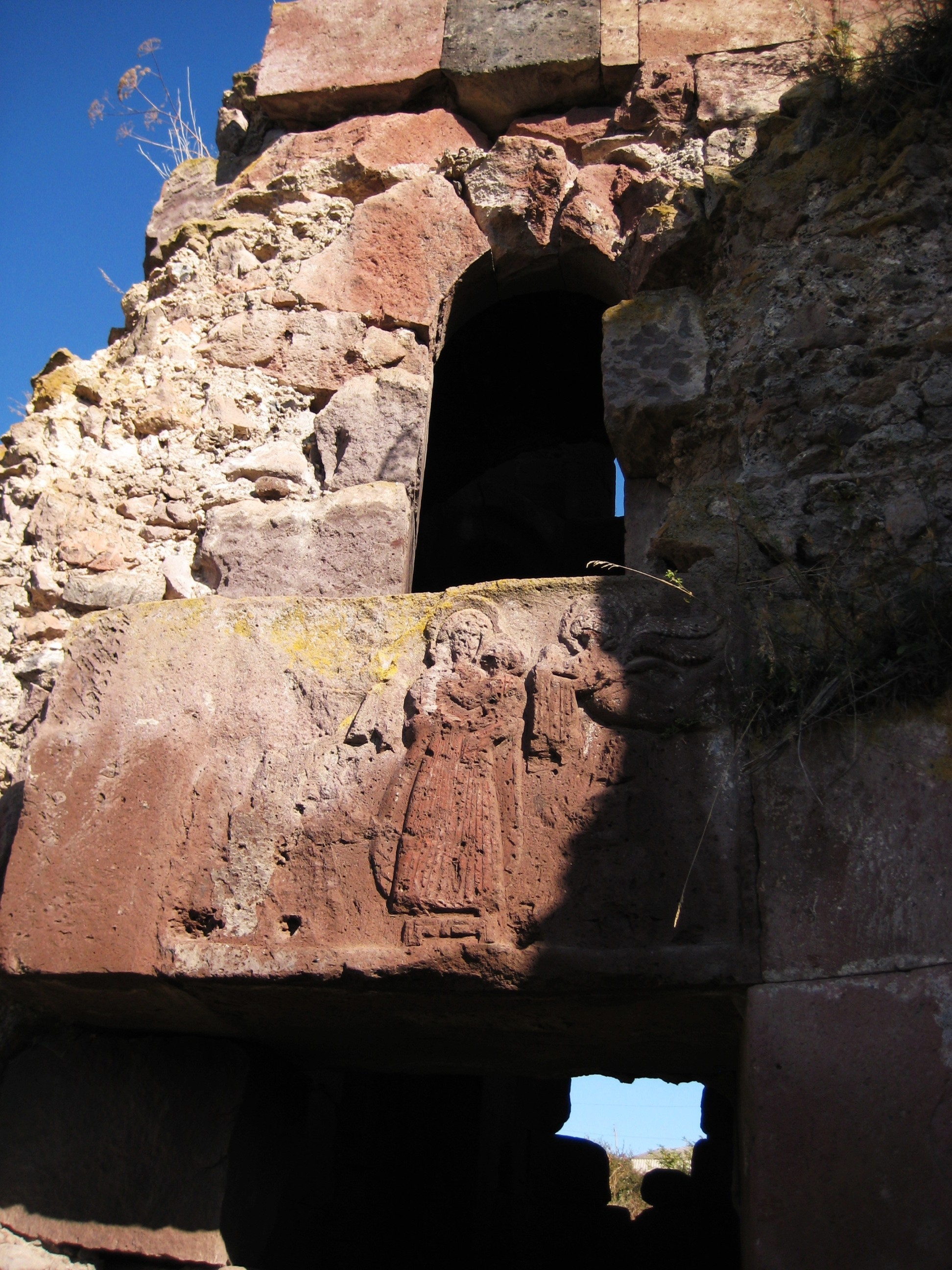
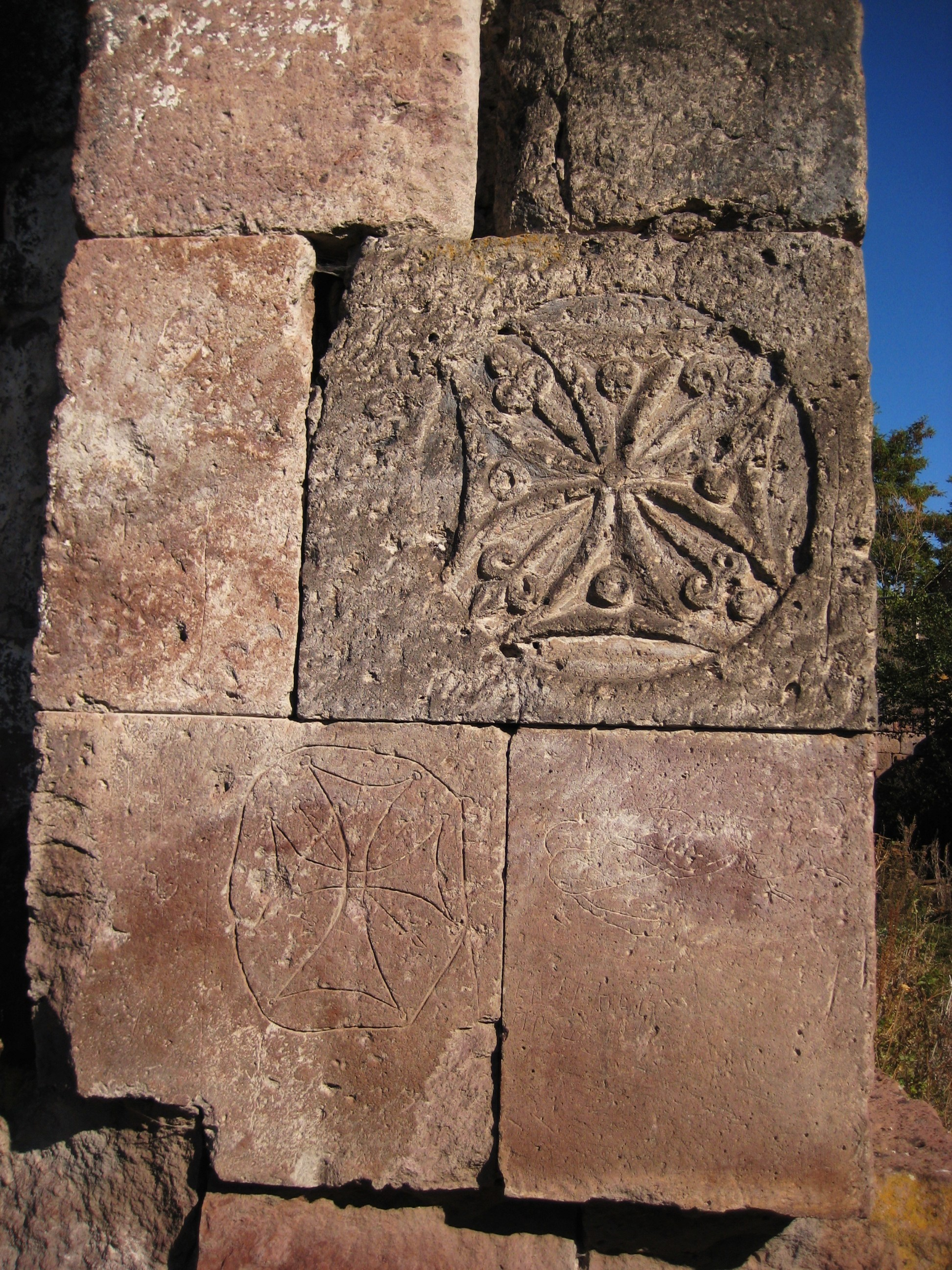
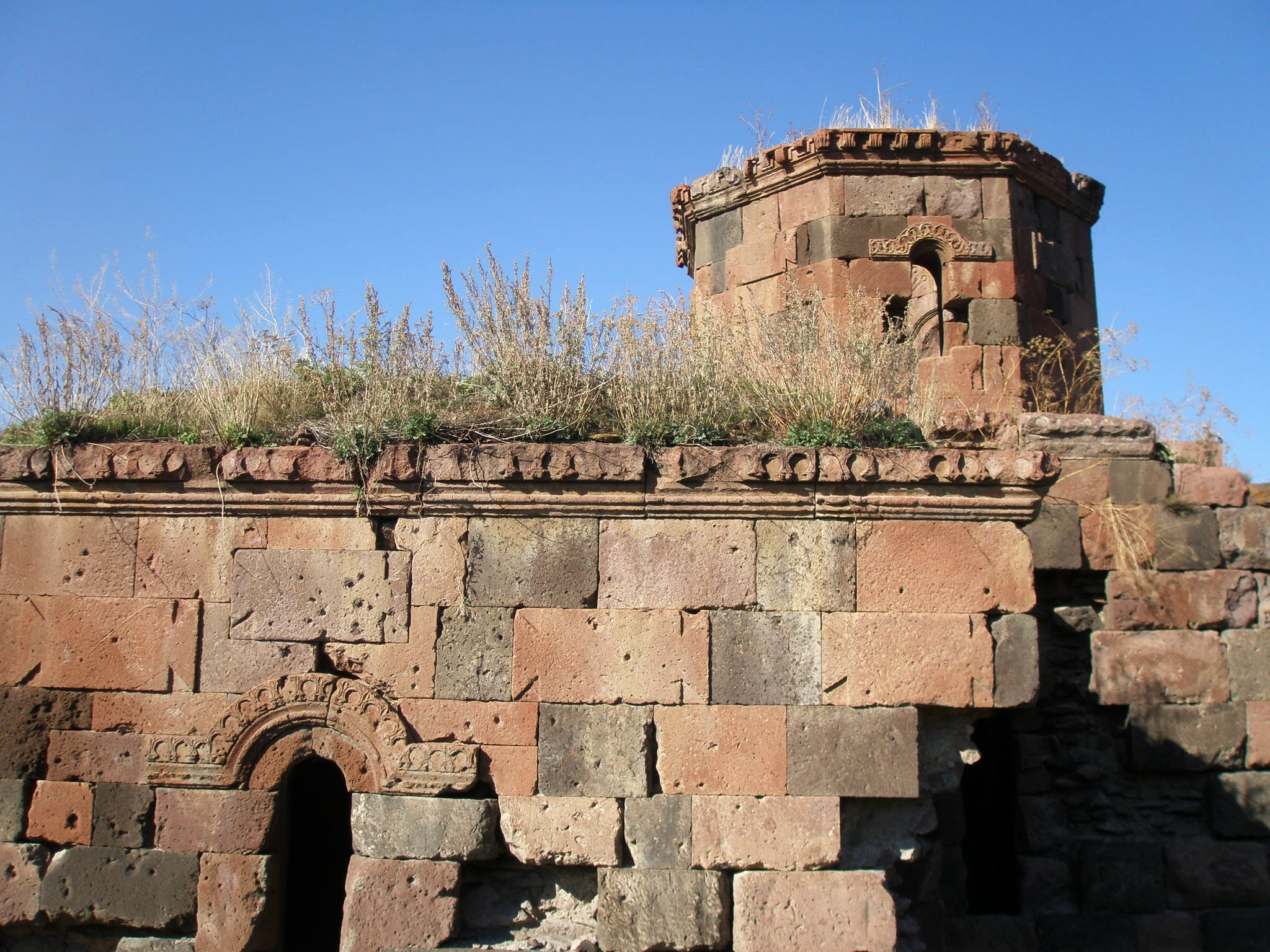
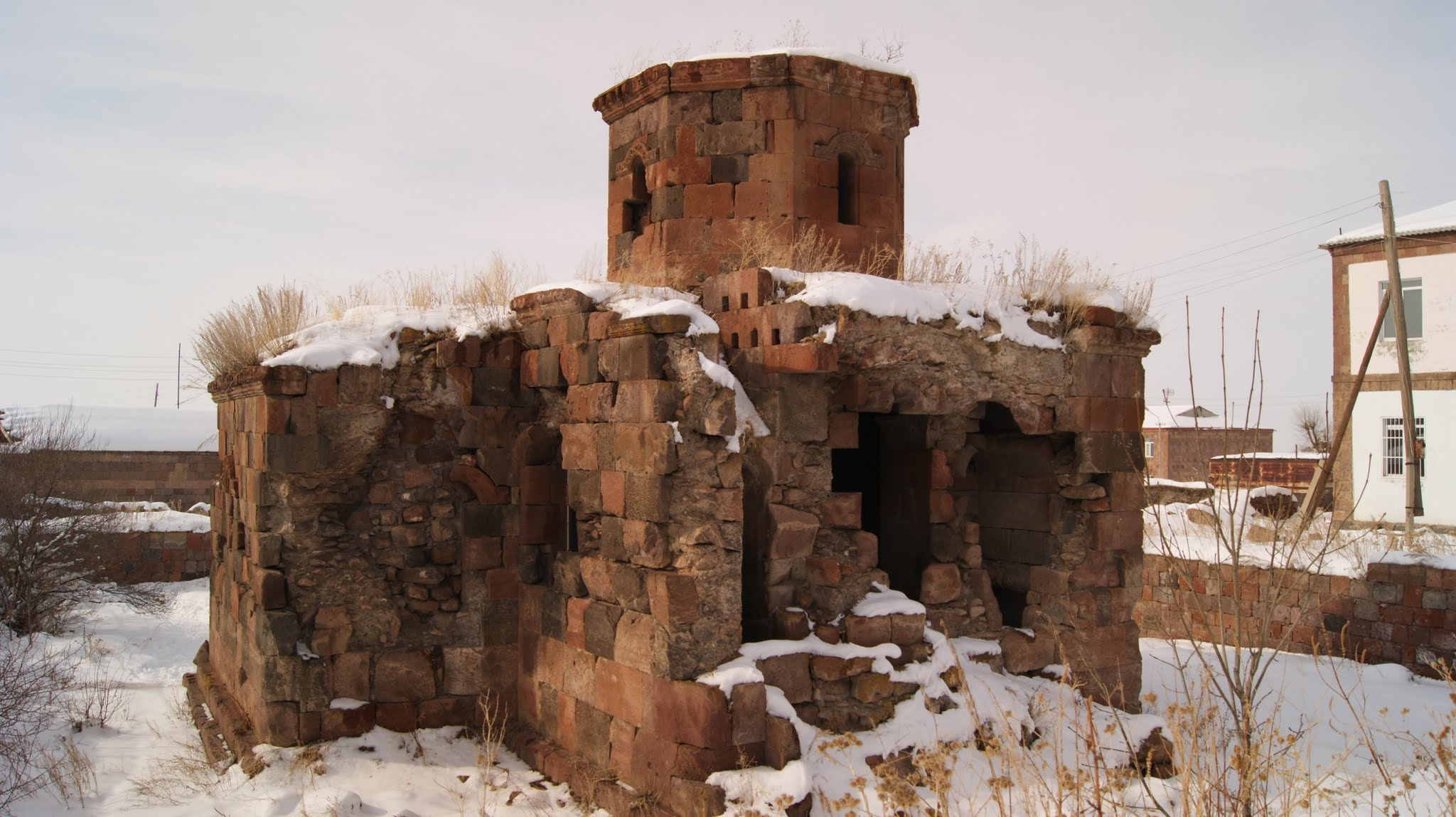